# Zwarte Water
Lo Zwarte Water ("acqua nera" in italiano) è un fiume dei Paesi Bassi di circa 19 chilometri di lunghezza che scorre nella Provincia di Overijssel. La sua sorgente si trova in Zwolle, dove nasce dal Soestwetering e dal Nieuwe Wetering. Lo Zwarte Water sfocia nello Zwarte Meer (Lago Nero).

## Corso
Il più importante affluente è la Vechte, lunga 182 chilometri. A nord di Zwolle questo sfocia nello Zwarte Water, che scorre presso Zwartewaterland, Zwartsluis e Genemuiden e che sfocia nel lago Zwarte. Il canale, che attualmente collega presso Zwolle lo Zwarte Water con il IJssel, è il canale IJssel-Zwolle.

## Ecologia
Nei pressi della riva dello Zwarte Water si trova la Fritillaria meleagris, la più frequente nei Paesi Bassi. 

## Storia
Il termine "zwart" nel nome Zwarte Water non ha presumibilmente nulla a che fare con il colore nero (schwarz), bensì molto più con zwet, che significa "confine" nella forma "zwette". In antichi documenti il fiume era anche indicato come "Ons Water" o "il fiume che confluisce nel mare" (het water dat gaat naar de zee).
Lo Zwarte Water ebbe molta importanza nello sviluppo della città anseatica di Zwolle, poiché tramite esso si collegava con il mare e quindi con le altre città anseatiche.